# Uzi Geller
|  | No s'ha de confondre amb Uri Geller. |

Uzi Geller   (Givat Haim, 27 de gener de 1931 - Givat Haim Meuhad, 2 de juny de 2024) va ser un mestre d'escacs israelià.
Va ser campió d'Israel el 1971/72. Va empatar als llocs 7è-10è a Netanya 1968 (el guanyador fou Bobby Fischer), va empatar als llocs 9è-10è a Netanya 1969 (el campió fou Samuel Reshevsky), va aconseguir el 16è lloc a Netanya 1971 (campions Lubomir Kavalek i Bruno Parma), i va empatar als llocs 6è-7è a Teheran 1972 (zonal asiàtic occidental, va guanyar Shimon Kagan).
Uzi Geller va representar Israel dues vegades a les Olimpíades d'escacs:
- El 1970, al quart tauler de la 19a Olimpíada d'escacs a Siegen (+5 –3 =4);
- El 1972, al tercer tauler de la 20a Olimpíada d'escacs a Skopje (+1 –5 =1).[5]